# Recreation
Recreation és una pel·lícula muda de la Keystone dirigida i protagonitzada per Charles Chaplin. Amb una durada de mitja bobina (7 minuts) es considerada una obra menor en la seva filmografia. Es va estrenar conjuntament amb el reportatge de viatges “The Yosemite” el 13 d’agost de 1914.

## Argument
Charlot està deprimit i sense un ral per lo que es prepara per llençar-se a l’estany d'un parc. Ràpidament canvia d'opinió quan apareix una noia atractiva i comença a coquetejar amb ella. Tanmateix, el seu xicot, un mariner, els descobreix i es produeix una baralla amb Charlot. Poc després dos policies s'impliquen en la baralla. La pel·lícula acaba amb tothom caient l'estany.

## Repartiment
- Charlie Chaplin (Charlot)
- Charles Bennett (mariner)
- Helen Carruthers (la noia)
- Edwin Frazee (policia baix)
- Edwin Nolan (policia alt)

El paper de la noia ha estat assignat a diferents actrius segons la font: Peggy Page, Helen Carruthers, o Norma Nichols.